# Францисканский монастырь (Дубровник)
Францисканский монастырь в Дубровнике (хорв. Franjevački samostan u Dubrovniku) — католический францисканский монастырь в Хорватии, в городе Дубровник. Расположен в историческом центре города, памятник архитектуры. Основан в 1317 году.

## История
Первый монастырь францисканцев в Дубровнике был построен в 1235 году за стенами старого города. Новый монастырь внутри городских стен был заложен в 1317 году, однако строительство отдельных зданий монастырского комплекса шло столетиями. Около 1360 года был построен клуатр, переживший землетрясение 1667 года и ныне являющийся одной из главных достопримечательностей монастыря.
Монастырская церковь была почти полностью уничтожена в 1667 году землетрясением, позднее восстановлена в барочном стиле.
Колокольня, клуатр и помещение библиотеки была повреждены бомбардировками во время осады Дубровника в 1991—1992 году. После окончания войны восстановлены.

## Архитектура

### Церковь

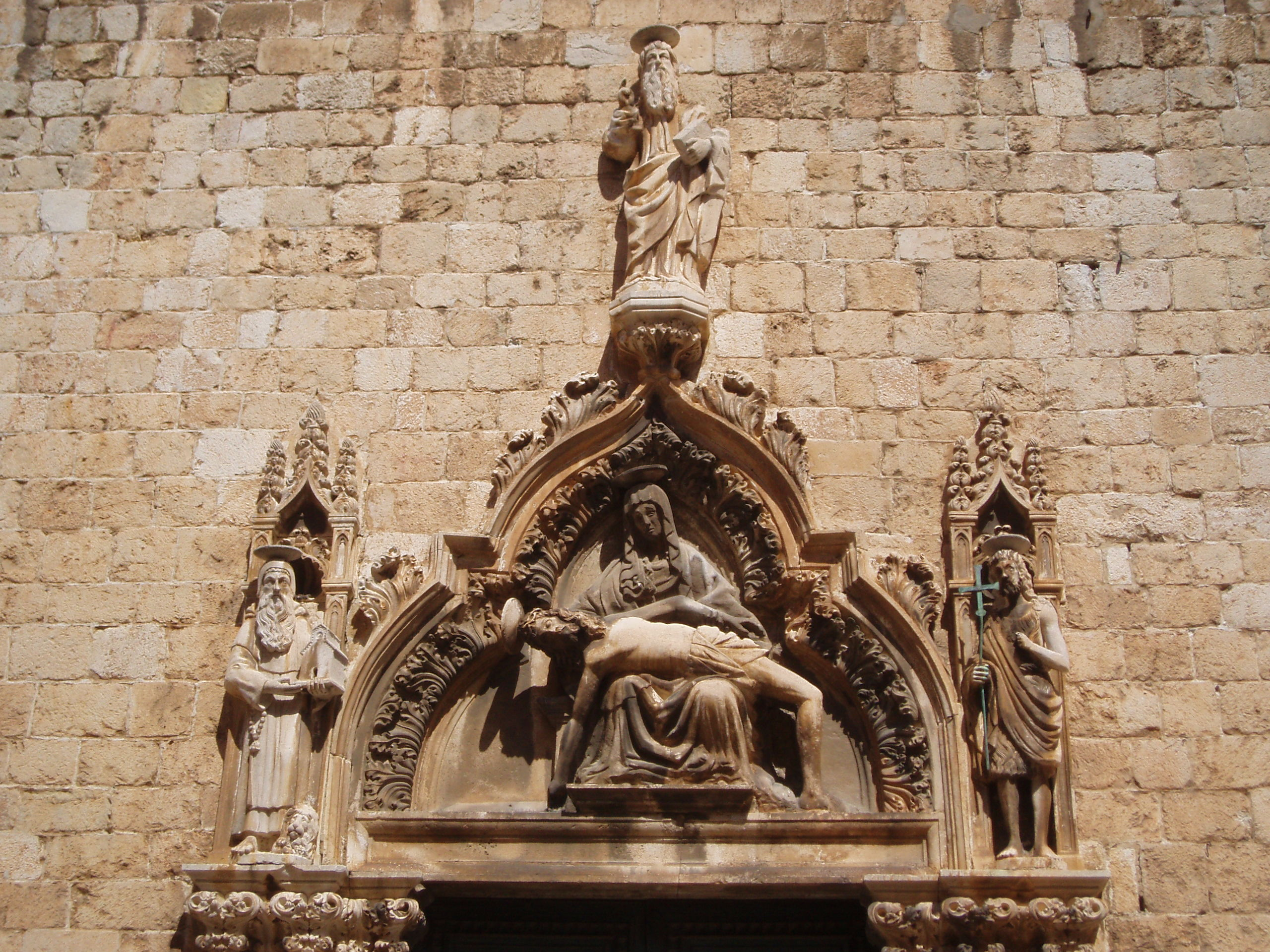
Портал церкви

Единственным уцелевшим после землетрясения 1667 года элементом церкви оказался готический портал 1498 года, выходящий на Страдун и играющий роль главного входа в церковь. Этот портал был создан в местной мастерской братьев Леонарда и Петра Петровичей, его центральная часть представляет собой люнет над входной дверью с образом Пьета. Пьета окружена фигурами святого Иеронима и Иоанна Крестителя, над люнетом находится фигура Бога-Отца. После землетрясения церковь была восстановлена в барочном стиле. Главный алтарь со скульптурой Христа Воскресшего в окружении четырёх мраморных витых колонн был создан Целием из Анконы в 1713 году, пять боковых алтарей — венецианцем Джузеппе Сарди в 1684—1696 годах. Над украшением алтаря св. Франциска работал в 1888 году известный хорватский художник Целестин Медович. В церкви похоронен поэт Иван Гундулич.

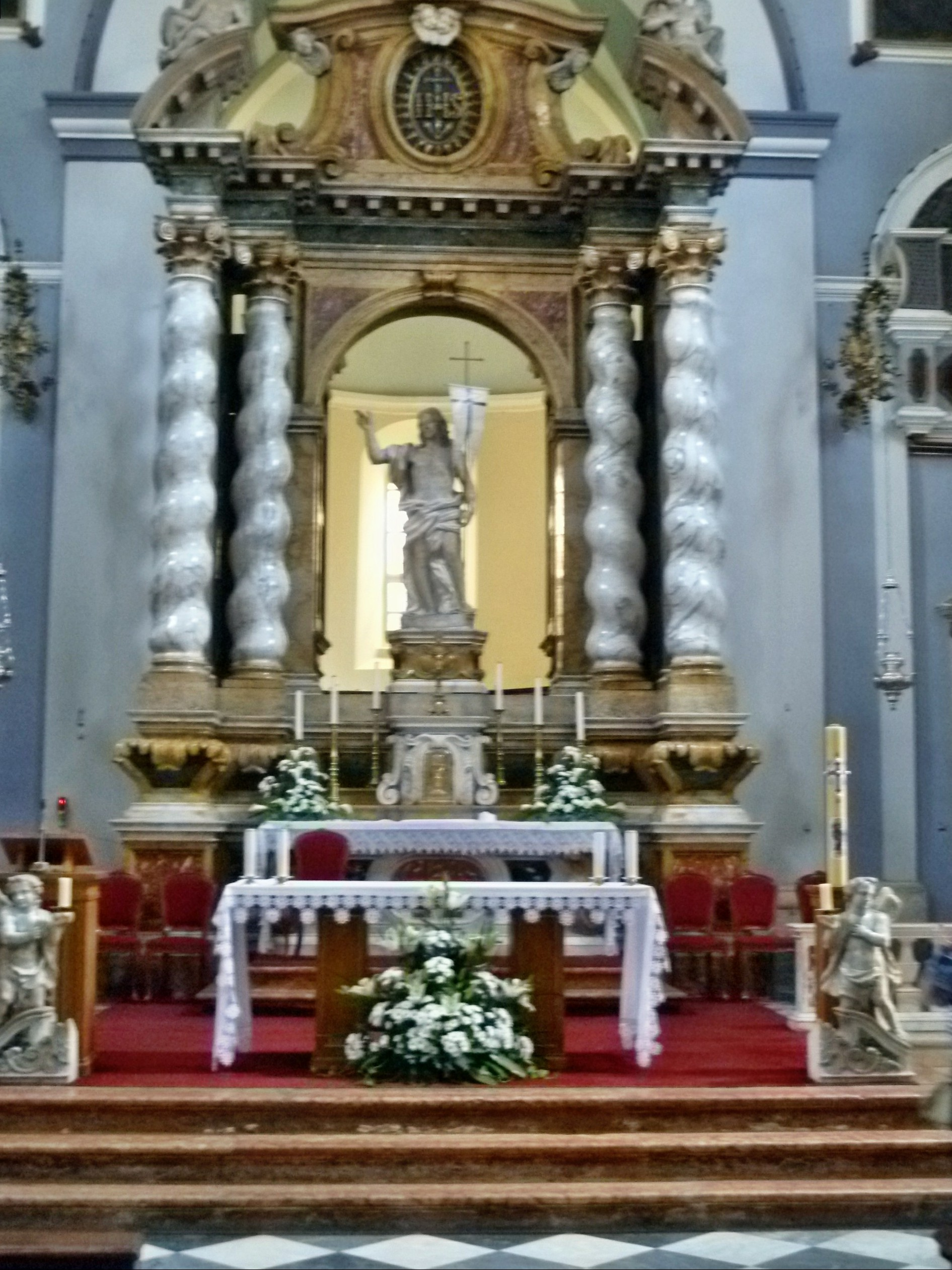
Главный алтарь церкви

### Клуатр
Монастырь имеет два клуатра: верхний (относится к жилой части монастыря и недоступен туристам) и нижний (романский с чертами готики). Романский клуатр богато декорирован резными колоннами, создан около 1360 года Михойе Брайковым из Бара и считается одним из лучших сооружений романского стиля в Хорватии. Колоннада клуатра состоит из парных восьмиугольных колонн, причём капитель каждой отличается от соседней, изображая человеческие головы, животных, цветочные мотивы и т. д. Всего клуатр насчитывает 120 колонн и 12 массивных пилястров. В 1860 году клуатр был украшен фресками с изображениями жизни святого Франциска. В центре клуатра расположен фонтан со статуей святого Франциска.

### Аптека

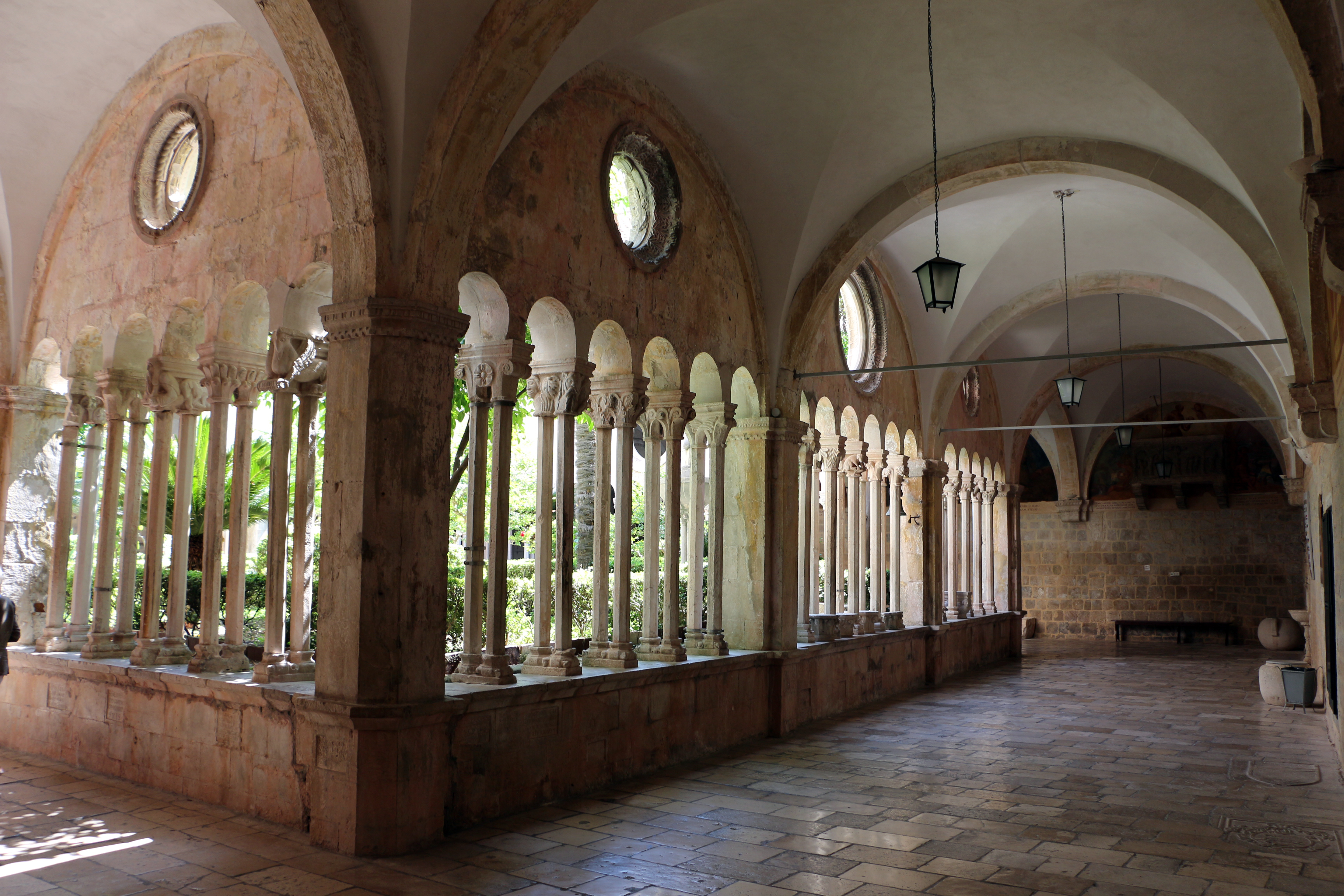
Клуатр

Практически сразу после основания монастыря братья основали при нём аптеку, которая первоначально служила для нужд заболевших монахов, а позднее превратилась в один из источников дохода для монастыря. Согласно некоторым источникам аптека при францисканском монастыре в Дубровнике является третьей из старейших функционирующих аптек во всем мире. С 1938 года аптека функционирует параллельно как музей.

### Библиотека
Монастырю принадлежит одна из самых богатых и старых библиотек в Хорватии. Коллекция книг состоит из более чем 70 000 томов, более 1200 из которых признаны имеющими исключительную ценность и важность. Ныне представляет собой часть монастырского музея, где помимо книг экспонируются старинные литургические предметы и ювелирные произведения искусства.

## Расположение и посещение
Монастырь расположен в старом городе Дубровнике, рядом с воротами Пиле и фонтаном Онофрио. Монастырь находится севернее главной улицы старого города Страдун (Плаца), главный фасад церкви выходит прямо на неё. Францисканский монастырь Дубровника действующий, часть помещений, где проживают монахи, закрыта для визитов. Для туристов открыт клуатр, посещение которого бесплатно и музейная часть (францисканский музей, аптека, библиотека), посещение платное.